# Richard Šmehlík
Richard Šmehlík (ur. 23 stycznia 1970 w Ostrawie) – były czeski hokeista, reprezentant Czechosłowacji i Czech, trzykrotny olimpijczyk.
Obecnie prowadzi hotel dla psów w Buffalo.

## Kariera
- HC Vítkovice U18 (1985-1986)
- HC Vítkovice U18 (1986-1987)
- HC Vítkovice (1988-1990)
- HC Dukla Jihlava (1990-1991)
- HC Vítkovice (1991-1992)
- Buffalo Sabres (1992-1996, 1996-2002)
  -  HC Vítkovice (1994)
- Atlanta Thrashers (2002-2003)
- New Jersey Devils (2003)

Wychowanek HC Vítkovice. W jego barwach oraz Jihlavy grał w czeskiej ekstralidze do 1992. W drafcie NHL z 1990 został wybrany przez Buffalo Sabres. W 1992 wyjechał do USA i przez 11 sezonów grał w lidze NHL, w tym 9 w Buffalo.
W młodości reprezentował Czechosłowację. W karierze seniorskiej uczestniczył w turniejach Canada Cup 1991, mistrzostw świata w 1991, 1992 (Czechosłowacja) oraz zimowych igrzysk olimpijskich 1992 (Czechosłowacja), 1998, 2002 (Czechy).

## Sukcesy
Reprezentacyjne
- Złoty medal mistrzostw Europy juniorów do lat 18: 1988 z Czechosłowacją
- Brązowy medal mistrzostw świata juniorów do lat 20: 1990 z Czechosłowacją
- Brązowy medal zimowych igrzysk olimpijskich: 1992 z Czechosłowacją
- Brązowy medal mistrzostw świata: 1992 z Czechosłowacją
- Złoty medal zimowych igrzysk olimpijskich: 1998 z Czechami

Klubowe
- Złoty medal mistrzostw Czechosłowacji: 1991 z Duklą Jihlava
- Mistrz dywizji NHL: 1997 z Buffalo Sabres, 2003 z New Jersey Devils
- Mistrz konferencji NHL: 1999 z Buffalo Sabres, 2003 z New Jersey Devils
- Prince of Wales Trophy: 1999 z Buffalo Sabres, 2003 z New Jersey Devils
- Puchar Stanleya: 2003 z New Jersey Devils

Indywidualne
- NHL (1992/1993):
  - Najlepszy pierwszoroczniak w klubie Buffalo Sabres